# ルネッサンス (ブランフォード・マルサリスのアルバム)
『ルネッサンス』（Renaissance）は、アメリカ合衆国のジャズ・サクソフォーン奏者、ブランフォード・マルサリスが1987年に発表したスタジオ・アルバム。

## 背景
収録曲のうち「ザ・ピーコックス」は、ハービー・ハンコックとバスター・ウィリアムスを従えたトリオ編成の演奏で、この曲のみニューヨークで録音された。また、ソニー・ロリンズの演奏で知られる「セント・トーマス」のカヴァーは、ソニーのカセットデッキ「TCD5M」で録音されたライヴ録音で、マルサリスの無伴奏ソロである。

## 反響・評価
母国アメリカでは『ビルボード』のジャズ・アルバム・チャートで4位に達した。スコット・ヤナウはオールミュージックにおいて5点満点中4点を付け「当時のブランフォード・マルサリスは、テナーに関してもソプラノに関しても、すぐに彼とわかるほど個性的な音色を確立できていなかったとはいえ、彼はごく初期の段階において、後に偉大なキャリアを積み重ねていくことを明示していた。本作は彼が初期に残した、優れた作品の一つである」と評している。

## 収録曲
1. ジャスト・ワン・オブ・ゾーズ・シングス - "Just One of Those Things" (Cole Porter) - 7:48
2. ラメント - "Lament" (J.J. Johnson) - 5:56
3. ザ・ピーコックス - "The Peacocks" (Jimmy Rowles) - 15:00
4. ラブ・ストーン - "Love Stone" (Tony Williams) - 6:25
5. シタデル - "Citadel" (T. Williams) - 10:41
6. ザ・ラス - "The Wrath (Structured Burnout)" (Branford Marsalis) - 6:29
7. セント・トーマス - "St. Thomas" (Sonny Rollins) - 4:51

## 参加ミュージシャン
- ブランフォード・マルサリス - テナー・サクソフォーン、ソプラノ・サクソフォーン
- ケニー・カークランド - ピアノ(on #1, #2, #4, #5, #6)
- ハービー・ハンコック - ピアノ(on #3)
- ボブ・ハースト - ダブル・ベース(on #1, #2, #4, #5, #6)
- バスター・ウィリアムス - ダブル・ベース(on #3)
- トニー・ウィリアムス - ドラムス(on #1, #2, #4, #5, #6)